# Goldelse (Marlitt)

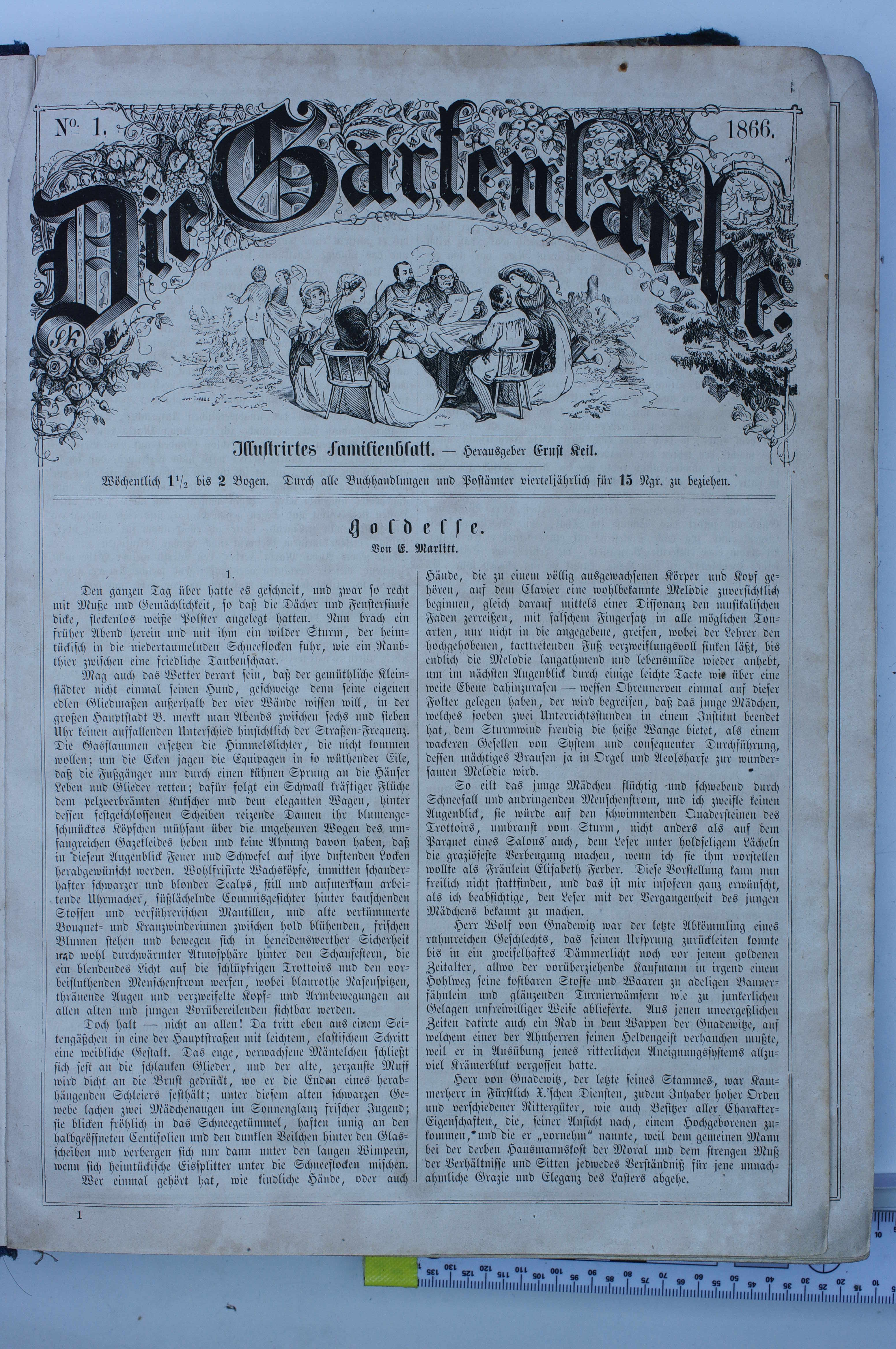
Die Gartenlaube (1866)

Goldelse ist ein Roman (Familienroman, Liebesroman), den E. Marlitt von Januar bis Juni 1866 in 19 Teilen in der Familienzeitschrift Die Gartenlaube veröffentlicht hat. Die Illustrationen der späteren Buchausgaben stammen von Paul Thumann.
Nach der Erzählung Die zwölf Apostel war Goldelse Marlitts Romandebüt. Das aktionsreiche Werk erwies sich als Bestseller, trieb die Auflage der Gartenlaube stark in die Höhe und etablierte Marlitt als Starautorin des Verlages.
Goldelse erzählt die Geschichte der jungen Elisabeth Ferber, die durch Zufall entdeckt, dass sie nicht nur durch ihre Mutter, sondern auch durch ihren Vater – und zwar in direkter Linie – eine Nachfahrin der edlen Ritter von Gnadewitz ist. Die mit dieser Entdeckung verbundene Erbschaft macht sie beinahe zur Beute des lasterhaften Emil von Hollfeld, der sie auch Rudolph von Walde wegzuschnappen versucht: dem Manne, den Elisabeth liebt.

## Handlung
Kapitel 1–2. Die Zeit ist zunächst das Jahr 1848. Einsam auf einem Berg in Thüringen steht das Schloss Gnadeck. Sein Bewohner, Kammerherr Wolf von Gnadewitz, ein Witwer, ist nach der Ermordung seines Sohnes der Letzte seines Geschlechts. Verbittert verlässt er Thüringen und geht nach Schlesien, wo er sich in Marie von Gnadewitz verliebt, eine junge Verwandte, die seine Gefühle leider nicht erwidert. Marie heiratet den Sohn des Försters, Adolph Ferber. Ferber ist ein vielversprechender Offizier. Durch seine Parteinahme während der Deutschen Revolution nimmt seine Karriere jedoch ein jähes Ende; er geht mit seiner Familie in die Hauptstadt B., wo er sich als Buchhalter mehr schlecht als recht durchschlägt.
Gerade als die Not am größten ist, stirbt Wolf von Gnadewitz, und Marie erbt Schloss Gnadeck, das nun seit 50 Jahren unbewohnt und weitgehend zur Ruine verfallen ist. Nur der „Zwischenbau“ kann noch bewohnt werden. Ferbers, die keine Wahl haben, ziehen ein, und zwar gemeinsam mit ihren beiden Kindern: dem sechsjährigen Ernst und der 18-jährigen Elisabeth, die wegen ihrer prächtigen blonden Haare „Goldelse“ genannt wird. Dank einer Intervention seines Bruders Karl, des fürstlichen Försters, erlangt Adolph Ferber eine Position als Forstschreiber.
Kapitel 3–8. Elisabeth lernt ihr neues Umfeld kennen, das in verschiedenerlei Hinsicht geheimnisvoll und seltsam ist. Da ist zum Beispiel die überspannte, grenz-wahnsinnige und angeblich stumme Bertha, die Elisabeth bald mit besonderer Feindseligkeit begegnen wird. Die junge Waise, eine Verwandte von Karl Ferbers verstorbener Frau, lebt im Försterhaus als Pflegetochter und wird von Karl quasi versteckt gehalten. Und da ist die alte Sabine, Karls Wirtschafterin, eine raunende Geschichtenerzählerin, von der Elisabeth über Jost von Gnadewitz hört, einen wilden Jäger in grauer Vergangenheit, der ein schönes Mädchen geliebt haben soll. Aus anderer Quelle hört Elisabeth bald auch die Geschichte ihrer eigenen Ahnfrau Ferber, die ein Findelkind aufgezogen haben soll, einen Knaben, der später die leibliche Tochter der Ahnfrau geheiratet hat.
Ganz unmysteriös ist dagegen das im Tal gelegene Schloss Lindhof, in dem Baronin Amalie Lessen regiert, eine frömmlerische Protestantin, unter deren Einfluss Wohltätigkeit und Menschlichkeit einen Niedergang erleben und die Heuchelei in den Landstrich einzieht. Die Baronin, eine Witwe, hat einen erwachsenen Sohn aus erster Ehe, den charakterlosen Emil von Hollfeld, und eine achtjährige Tochter aus zweiter Ehe, die durch und durch verzogene Bella. Schloss Lindhof gehört allerdings gar nicht der Baronin, sondern ihrem Cousin, Rudolph von Walde. Obwohl Rudolph bereits 37 Jahre alt ist, ist er immer noch unverheiratet. Die Fürstin von L. hatte ihm einst eine Braut zuführen wollen; der wenig heiratslustige Rudolph hatte diese aber mit der Erklärung abgelehnt, dass ihre Ahnenreihe ihm nicht lupenrein genug sei. Dies hatte seiner Reputation sehr geschadet und ihm den Ruf der Hochmütigkeit eingetragen. Später ging er, gemeinsam mit seinem Sekretär Ernst Reinhard, auf ausgedehnte Reisen.
In Schloss Lindhof zurückgeblieben ist indes Rudolphs Schwester Helene, deren schwere Deformation von Hüfte und Wirbelsäule sie zu einem Leben im Sitzen zwingt. Weil Helene Musik liebt und sich herumspricht, dass Elisabeth eine ausgezeichnete Pianistin ist, wird die letztere als Klavierlehrerin regelmäßig ins Schloss gerufen. Elisabeth schließt dort Freundschaft mit Bellas englischer Gouvernante, Miss Mertens, die von der Baronin schwer schikaniert wird, und auch mit Helene. Helene liebt Emil von Hollfeld, einen Mann, den sie aufgrund ihrer Behinderung nie wird heiraten können.
Kapitel 9–12. Rudolph von Walde und sein Sekretär kehren zurück. Wie alle anderen meint auch Elisabeth zunächst, dass Rudolph hochmütig und gefühllos sei. Bald aber korrigiert sie ihr Urteil. Rudolph beginnt nämlich, das frömmlerischen Unwesen, das die Baronin in seiner Abwesenheit eingeführt hat, einzudämmen. Der protestantische Hauslehrer und -prediger wird fortgeschickt und wieder die Messe in der Dorfkirche besucht. Linke, der ebenso frömmlerische wie gewalttätige Verwalter des Schlosses, wird entlassen und durch einen human denkenden Mann ersetzt. Der verwöhnten Bella wird eine Lektion erteilt. Als die Baronin Miss Mertens aus dem Haus zu werfen droht, kommt ihr Rudolphs Sekretär in die Quere, der die Gouvernante zu seiner Braut macht.
Emil von Hollfeld, der ein ausgemachter Lüstling ist, bedrängt Elisabeth gegen ihren Willen mit seiner Aufmerksamkeit. Elisabeth vertraut sich Rudolph an und beteuert, dass Hollfeld ihr zutiefst zuwider sei. Rudolph liebt sie inzwischen, und sie ihn. Da der Zufall will, dass Rudolph Elisabeth immer wieder in unfreiwilliger Intimität mit Hollfeld entdeckt, glaubt er ihr jedoch nicht. Umgekehrt missdeutet auch Elisabeth Rudolphs häufige Gewitterlaune als Ausdruck einer gegen sie selbst gerichteten Abneigung. Als der Sekretär nach England abreisen will, um seine künftige Schwiegermutter nach Thüringen zu holen, möchte Rudolph sich ihm anschließen. Elisabeth ist untröstlich.
Kapitel 13–15. Der entlassene Verwalter Linke will sich an Rudolph für den Rauswurf rächen. Als Rudolph von einem Ausritt zurückkehrt, lauert er ihm im Wald mit einer Pistole auf. Elisabeth, die sich zufällig an Ort und Stelle befindet, schreitet beherzt ein, entreißt dem Attentäter seine Waffe und rettet Rudolph damit das Leben. Linke entkommt, und ertränkt sich anschließend in einem Teich.
An Rudolphs Geburtstag findet am Nonnenturm ein lustiges Fest statt. Elisabeth und Rudolph kommen sich näher, werden mitten in der entscheidenden Aussprache aber gestört, und schließlich muss Rudolph erneut auf Reisen gehen, denn ein alter Freund, Herr von Hartwig, liegt in Thalleben im Sterben und soll einen letzten Besuch erhalten.
Kapitel 16–17. Bei Bauarbeiten in Schloss Gnadeck, wo Elisabeth mit ihrer Familie lebt, wird eine eigentümliche Entdeckung gemacht. In einer Kammer, von der bisher niemand wusste, finden sich ein alter Sarg mit einer Frauenleiche, die Kleider einer jungen Frau, kostbare Juwelen und einige Papiere. Aus den letzteren geht hervor, dass der Ahnherr Jost von Gnadewitz sich in eine junge Zigeunerin verliebt und sie gefangen gehalten hatte. Die junge Frau, Lila, wurde getauft, mit Jost verheiratet und starb nach der Geburt eines Sohnes. Das mutterlose Kind, Hans von Gnadewitz, wurde dann von der Frau des Forstwart Ferber aufgezogen. Alle vermeintlichen Fiktionen, die Elisabeth bis dahin zu Ohren gekommen waren, erweisen sich damit als reine Wahrheit.
Elisabeths unerwarteter Reichtum veranlasst Hollfeld zu einer Beschleunigung seiner Bemühungen, sie für sich zu gewinnen. Er erklärt Helene, dass er sie – Helene – liebe, wegen ihrer Behinderung aber nicht heiraten könne. Um dennoch mit ihr zusammenleben zu können, wolle er zur Tarnung ihre Freundin Elisabeth heiraten und dann beide Frauen in seinen Haushalt zu nehmen. Helene, die über diesen Plan gleichzeitig im Himmel und in der Hölle ist, erklärt sich einverstanden und will Elisabeth, von deren Erbschaft sie nichts weiß, sogar finanziell helfen.
Kapitel 18–19. Während eines weiteren unfreiwilligen Tête-à-tête von Elisabeth und Hollfeld erscheint draußen am Fenster die wahnsinnige Bertha. Elisabeth erschrickt halb zu Tode, was Hollfeld Gelegenheit gibt, sie in seinen Armen zu bergen und den hinzugeeilten Zeugen – darunter Rudolph und Helene – zu suggerieren, er habe sich mit Elisabeth soeben zärtlich verlobt. Es gelingt Elisabeth, die Angelegenheit zu klären. Helene durchschaut endlich das schreckliche Spiel, das Hollfeld mit ihr getrieben hat. Rudolph reagiert mit wortkarger Gewitterlaune, die Elisabeth wiederum missversteht: sie glaubt nun, er stehe mit Hollfeld im Bunde und sei wütend über die nicht zustandegekommene Verlobung. Verzweifelt flieht sie in den Wald, wo Bertha ihr auflauert und ans Leben will. Es gelingt ihr, sich im Nonnenturm in Sicherheit zu bringen. Der rettende Schlupfwinkel erweist sich dann aber als Falle. Stunden später wird sie von Rudolph gefunden und befreit. Die Liebenden sprechen sich aus und werden ein Paar.
Kapitel 20. Als Bertha sich bei einem Sturz eine leichte Kopfverletzung zuzieht, wird ein Arzt hinzugezogen. Bei der Untersuchung entdeckt dieser, dass Bertha kein Mädchen mehr ist (ob sie schwanger oder bloß defloriert ist, lässt Marlitt mit Rücksicht auf ihr Familienpublikum offen). Bertha bricht daraufhin ihr langes Schweigen und erzählt Sabine ihre traurige Geschichte, dass sie Hollfelds Geliebte war. Unter der Auflage, dass sie vorläufig darüber schweigen solle, habe Hollfeld ihr die Ehe versprochen. In ihrem Überschwang und Glück habe sie dann gelobt, bis zur Heirat überhaupt nicht mehr zu reden. Da Bertha Hollfeld inzwischen hasst und auf keinen Fall mehr heiraten will, wegen ihrer Schande aber auch nicht im Forsthaus verbleiben kann, wird beschlossen, dass sie nach Amerika auswandern muss. Zum Glück für Bertha findet sich ein Jägerbursche, der sie schon lange insgeheim liebt und in die Neue Welt begleiten wird.
Helenes Leiden wird durch einen frühen Tod gnädig beendet. Die Baronin und ihre verzogene Tochter müssen Schloss Lindhof verlassen und sich mit bescheideneren Lebensverhältnissen begnügen. Hollfeld verschwindet für immer.

## Rezeption
Die Auflage der Gartenlaube betrug im Veröffentlichungsjahr der Goldelse (1866) 142.000 Exemplare, stieg dank der Popularität Marlitts bis 1875 aber auf 382.000 Exemplare.
Anton Edmund Wollheim adaptierte den Roman 1869 als Bühnenstück. Auguste Wachler, von der u. a. auch jugendgeeignete Versionen von Jane Eyre und Cervantes’ La gitanilla stammen, publizierte 1880 eine Fassung Goldelschen: nach E. Marlitts Erzählung „Goldelse“ für die weibliche Jugend.
Regisseur Georg Victor Mendel inszenierte für die Nationale Filmgesellschaft nach Drehbuch von Joseph Richards eine Stummfilmversion (1918), in der Edith Meller, Carl Auen und Heinrich Richter zu sehen waren.
In Berlin wurde nach der Titelfigur volkstümlich die Viktoria benannt, die die 1864–1873 errichtete Siegessäule krönt.

## Ausgaben (Auswahl)
- Goldelse. Ernst Keil, Leipzig 1868 (Buchausgabe des Gartenlauben-Verlages).
- Goldelse. Ernst Keil, Leipzig 1871 (Prachtausgabe mit Goldschnitt, mit Illustrationen von Paul Thumann).
- Gold Elsie. J. B. Lippincott, Philadelphia 1869 (Übersetzung ins Englische von A. L. Wister).
- Goldelse. Zenodot, 2015, ISBN 978-3-8430-3189-9.